# 新潟県立村松高等学校
新潟県立村松高等学校（にいがたけんりつ むらまつこうとうがっこう）は、新潟県五泉市村松に所在する県立高等学校。通称は「松高」（まつこう）。

## 概要
1911年、旧制村松中学校として開校。
煉瓦造りの正門は、本校創立以前の1903年に、新潟県立工業学校時代に建築されたものである。門柱の煉瓦の組積法が大きい方の2本はイギリス積み、小さい方の1本はフランス積みと積み方が異なる点が珍しい。前庭の赤松と共に本校を代表する象徴として親しまれており、登録有形文化財に登録されている。

## 沿革

### 経緯
1911年に旧制新潟県立村松中学校として創立した。一時新発田中学校（現新潟県立新発田高等学校）の分校となるが、すぐに再び独立。戦後の学制改革により新潟県立村松高等学校となった。一方1915年に開校した村松町立女子工芸学校は、1921年には町立実科高等女学校となり、戦後の学制改革で町立村松女子高等学校となったが、1949年に村松高校に併合された。なお村松中学の設立以前、村松町には新潟県立工業学校があったが、これは1911年に長岡へ移転した（現新潟県立長岡工業高等学校）伝統校である。

### 年表

#### 村松高等学校
- 1911年4月25日 - 県立村松中学校として開校し第1回の入学式を行う（創立記念日）。
- 1913年3月31日 - 県立新発田中学校（現新発田高校）の村松分校となる。
- 1914年4月1日 - ふたたび県立村松中学校として独立。
- 1948年4月1日 - 学制改革により県立村松高等学校となる。
- 1948年6月1日 - 定時制課程を置く。
- 1949年3月31日 - 町立村松女子高等学校を合併する。
- 1950年4月1日 - 普通科のほかに被服科を置く。
- 1982年3月31日 - 定時制を閉課。
- 1994年1月22日 - 被服科を閉科。

#### 村松女子高等学校
- 1915年 - 村松町立女子工芸学校として開校。
- 1921年 - 村松町立実科高等女学校となる。
- 1922年 - 村松町立村松高等女学校となる。
- 1948年 - 学制改革により村松町立村松女子高等学校となる。
- 1949年3月31日 - 県立村松高等学校に合併して閉校。

## 校歌
- 『新潟県立村松高等学校校歌』（作詞：相馬御風、作曲：中山晋平）

一、
普く照らす天つ日の
光を浴びて年々に
伸びてしやまぬ若松の
ときわの志操いや堅き
学徒われらの在るところ
明朗の和気みなぎれり
二、
見よ質実に清純に
進取の生気湧き溢れ
文化の花の咲くところ
希望は常に輝ける
道に我らを進ましむ
努めなんいざもろともに

## 交通
- 蒲原鉄道村松駅バスターミナルより南へ徒歩約20分
- 五泉市ふれあいバス 「学校町一丁目」バス停より南へ徒歩約10分[2]

## 学校行事
- 4月 1学期始業式、入学式、新入生歓迎会
- 5月 生徒総会、中間考査
- 6月 体育祭
- 7月 期末考査、進路ガイダンス、球技大会、1学期終業式
- 8月 補習、2年就業体験（インターンシップ）
- 9月 2学期始業式、マラソン大会、就職試験
- 10月 臥龍祭（文化祭）、芸術鑑賞会、中間考査
- 12月 期末考査、2年修学旅行、2学期終業式
- 1月 3学期始業式、センター試験
- 2月 1・2年スキー授業、国立大学2次試験
- 3月 学年末考査、卒業式、3学期終業式

## 部活動

### 運動部
- 野球部

1953年35回夏の新潟大会、優勝。（信越大会で松商学園に敗れ甲子園不出場。）
1965年47回夏の新潟大会、ベスト4
1974年51回秋の新潟大会、ベスト4
1976年54回春の新潟大会、準優勝。
1980年63回秋の新潟大会、ベスト4
2006年春の新潟大会では準優勝となり、30年ぶりに北信越大会出場。夏の第88回全国高等学校野球選手権新潟大会では実に41年ぶりのベスト4入りを果たして地元を大いに沸かせた。
- 陸上競技部
- サッカー部
- 山岳部
- バドミントン部
- バレーボール部
- バスケットボール部
- テニス部
- 卓球部
- 剣道部

### 文化部
- 書道部
- 美術部
- 漫画研究部
- カメラ部
- 吹奏楽部
- 茶道部
- 華道部
- 合唱部
- インターアクト部

### 同好会
- スキー同好会
- 手芸同好

## 著名な出身者
- 阿部信行（元ミニストップ社長）
- 伊藤昌一（俳優、声優）
- 大倉修吾（元新潟放送アナウンサー）
- 大橋秀雄（東京大学名誉教授）
- 式場隆三郎（精神病理学者）
- 近藤喜文（アニメーター /  スタジオジブリ 『耳をすませば』 の監督）
- 瀧澤美恵子（作家・第102回芥川賞受賞）
- 松沢俊昭（元日本社会党衆議院議員）
- 馬場謙一（精神医学者）
- 柳沢きみお（漫画家 / 第3回講談社漫画賞少年部門受賞　『翔んだカップル』）
- 柳家さん吉（落語家）
- 坂井健一（日本大学名誉教授）
- 羽下徳彦（東北大学名誉教授）

## 関連書籍
- 新潟県高校野球熱戦譜―新潟県高等学校野球連盟創立５０周年記念

ベースボールマガジン社
関連目次
昭和２８年　
郡部の高校が初めて制した夏の大会―新潟南高校‐村松高校
ISBN 4583034091